# 普兰 (韦斯卡省)
普兰，是西班牙阿拉贡自治区韦斯卡省的一个市镇。总面积93平方公里，总人口314人（2001年），人口密度3人/平方公里。